# Суперкубок України з футболу 2009

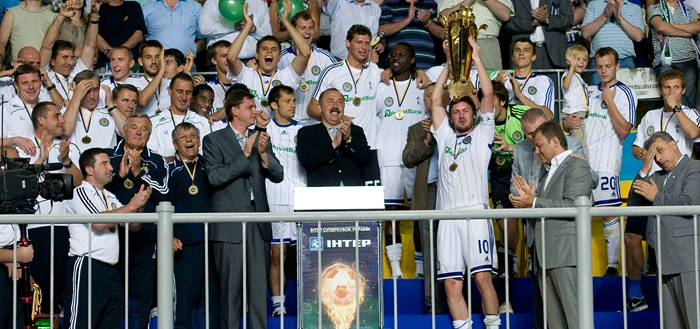
«Динамо» Київ

Суперкубок України з футболу 2009 — шостий розіграш Суперкубка України, щорічного футбольного матчу, у якому зустрічаються Чемпіон країни та володар Кубка України попереднього сезону. Матч відбувся 11 липня 2009 року в місті Суми на стадіоні «Ювілейний» в присутності 18 з половиною тисяч глядачів. У матчі зустрілися київське «Динамо» як чемпіон України сезону 2008—2009 і полтавська «Ворскла», яка у фіналі Кубку України сенсаційно перемогла донецький «Шахтар». основний час переможця не виявив — нічия 0:0. У серії післяматчевих пенальті сильнішими виявились гравці київського «Динамо».

## Протокол матчу
| 11 липня 2009 20:45 +26°C |

| «Динамо» | 0:0      | «Ворскла» |
| -------- | -------- | --------- |
|          | Протокол |           |

| «Ювілейний», Суми Глядачів: 18 500 Арбітр: Євген Геренда (Калуш) |

|                                               |     | Пенальті                                  |
| Нинкович · Кравченко · Єременко · Ярмоленко · | 4:2 | Цуррі · Маркоскі · Деспотовскі · Даллку · |

| «Динамо» Київ | «Ворскла» Полтава |

| Динамо:         |    |                       |     |
|                 |    |                       |     |
| В               | 1  | Олександр Шовковський |     |
| ЗХ              | 3  | Бетао                 |     |
| ПЗ              | 4  | Тіберіу Гіоане        | 59' |
| ПЗ              | 5  | Огнєн Вукоєвич        | 57' |
| ПЗ              | 8  | Олександр Алієв       | 19' |
| НП              | 10 | Артем Мілевський      | (к) |
| ПЗ              | 11 | Роман Єременко        |     |
| ПЗ              | 20 | Олег Гусєв            | 72' |
| ЗХ              | 30 | Бадр Ель-Каддурі      |     |
| ЗХ              | 34 | Євген Хачеріді        |     |
| ПЗ              | 70 | Андрій Ярмоленко      | 49' |
| Запасні:        |    |                       |     |
| В               | 55 | Олександр Рибка       |     |
| ПЗ              | 7  | Карлос Корреа         |     |
| ПЗ              | 14 | Сергій Кравченко      | 19' |
| НП              | 33 | Еммануель Окодува     |     |
| ПЗ              | 36 | Милош Нинкович        | 59' |
| ПЗ              | 49 | Роман Зозуля          | 72' |
| НП              | 77 | Гільєрме              |     |
| Тренер:         |    |                       |     |
| Валерій Газзаєв |    |                       |     |

| Ворскла:      |    |                    |     |
|               |    |                    |     |
| В             | 1  | Сергій Долганський | (к) |
| пз            | 3  | Філіп Деспотовскі  |     |
| ЗХ            | 4  | Арменд Даллку      |     |
| ПЗ            | 5  | Олег Краснопьоров  |     |
| ПЗ            | 7  | Йован Маркоскі     |     |
| ПЗ            | 8  | Денис Кулаков      | 89' |
| НП            | 17 | Василь Сачко       | 76' |
| ЗХ            | 20 | Дебатік Цуррі      |     |
| ЗХ            | 37 | Григорій Ярмаш     |     |
| ЗХ            | 48 | Володимир Чеснаков |     |
| ПЗ            | 70 | Дмитро Єсін        |     |
| Запасні:      |    |                    |     |
| В             | 12 | Сергій Величко     |     |
| НП            | 9  | Роман Безус        | 89' |
| НП            | 18 | Олексій Чичиков    |     |
| ЗХ            | 23 | Євген Пєсков       |     |
| ЗХ            | 25 | Геннадій Медведєв  |     |
| НП            | 27 | Ахмед Янузі        | 76' |
| НП            | 40 | Роман Локтіонов    |     |
| Тренер:       |    |                    |     |
| Микола Павлов |    |                    |     |

| АРБІТРИ - Асистенти: - Віталій Дем'яненко - Микола Васюта - Четвертий: Юрій Можаровський - Делегат ФФУ: Микола Желєзний - Інспектор ФФУ: Ярослав Грисьо | ПРАВИЛА МАТЧУ - 90 хвилин основного часу. - Пенальті, якщо після основного часу рахунок рівний. - Сім гравців на заміні. - Максимум 3 заміни у матчі. - Одночасно на полі не більше 7 легіонерів у кожній команді. |

* Примітки:В — воротар, ЗХ — захисник, ПЗ — півзахисник, НП — нападник
| Переможець Суперкубка України 2009 |
| ---------------------------------- |
|                                    |
| «Динамо» (Київ) Четвертий титул    |